# Christian Nehiba
Christian Nehiba (* 20. Mai 1966 in Wien) ist ein österreichischer Sportmoderator, Kabarettist und Sänger.

## Leben
Nehiba studierte Mathematik, brach allerdings ab und machte eine Lehre zum Touristikkaufmann. Zwischen 1988 und 1998 war er im ORF-Radio tätig, 1991 bis 2004 arbeitete er in der Sportredaktion des ORF-Fernsehens. Unter anderem seine Moderationen bei Großereignissen wie Fußball-Weltmeisterschaften oder Olympia machten ihn bekannt. 2004 wechselte Nehiba vom ORF zum Pay-TV-Sender Premiere (heute Sky), wo er die Bundesligaspiele kommentierte und die Show Talk und Tore präsentierte. Danach war er zwischen Jänner und Juni 2009 bei ATV engagiert. 
Bis Ende 2017 arbeitete er als Sportchef von Puls 4 und Sat.1 Österreich bei ProSiebenSat.1 Media.  Der Rechtehalter der Europa League und der NFL, Puls 4, hatte Christian Nehiba als Sportchef und Moderator verpflichtet. In dieser Funktion moderierte er sämtliche Sportsendungen der Sender, einschließlich des Skicross-Weltcups und der NFL mit der Super Bowl. Weiters kommentierte Christian Nehiba die UEFA-Champions League in SAT.1 Österreich. Im Februar 2018 wurde bekannt, dass er mit 1. Mai 2018 Sportchef bei ServusTV werden soll.
Das Finale der Fußball-Europameisterschaft 2024 am 14. Juli 2024 war seine letzte Fußball-Moderation. Künftig wolle er sich auf seine Funktion als Chef des Sports konzentrieren sowie weiterhin Sport & Talk im Hangar-7 moderieren und Tennis kommentieren.
Neben seiner Tätigkeit im Fernsehen führt Nehiba seit Februar 2011 sein eigenes Kabarettprogramm Farkas meets Falco.